# Kalamay
Pour l’article ayant un titre homophone, voir Kalamai.

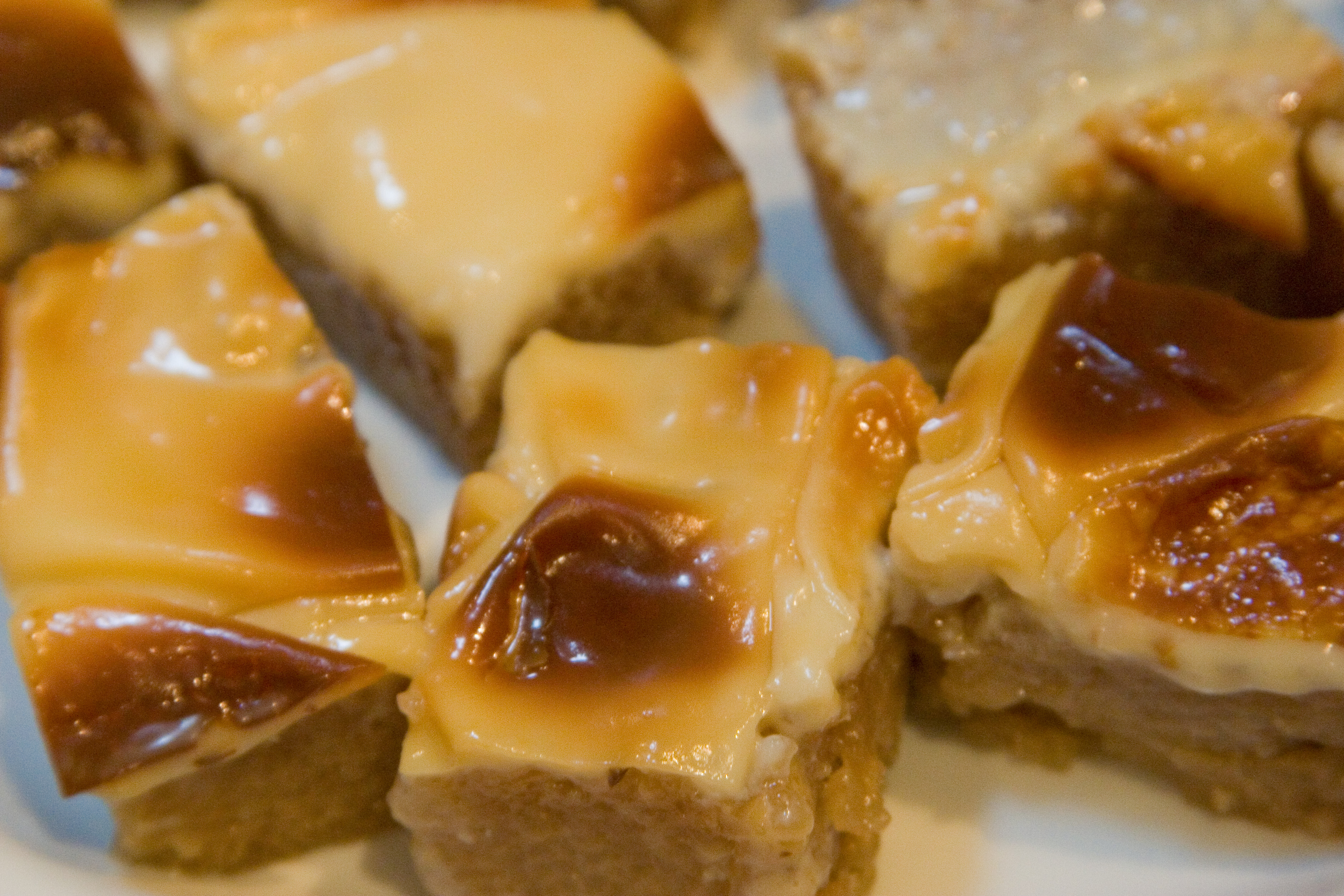
Variante du kalamay.

Le kalamay est un dessert populaire dans de nombreuses régions des Philippines. Il est fait de riz gluant ou de farine de riz, de lait de coco, de noix de coco râpée, de cassonade, de margarine, et parfois de beurre de cacahuètes ou de vanille. De l'huile végétale ou de coco permet de ne pas faire coller le dessert au plat.

## Variantes

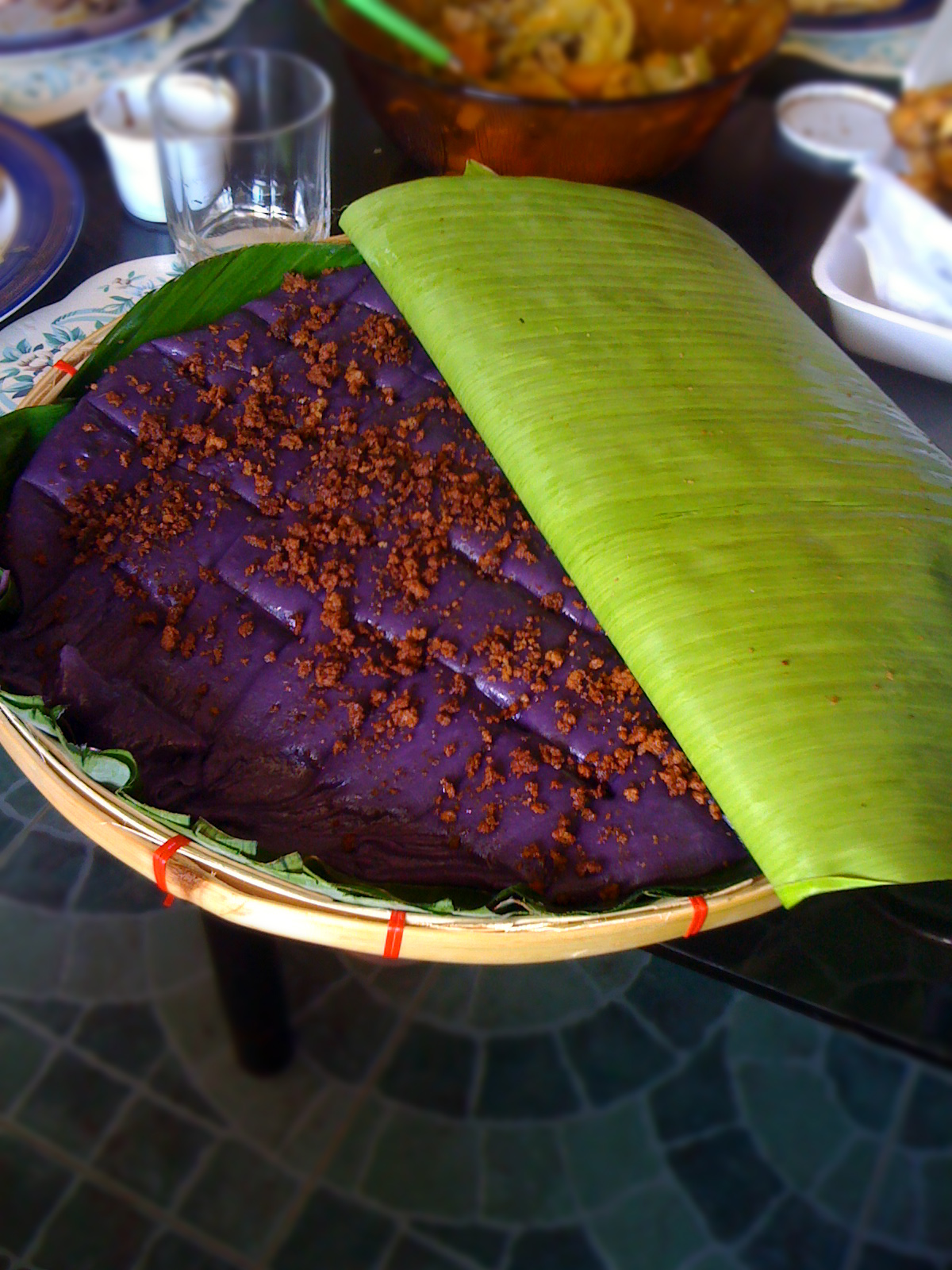
Kalamay-ube en vente à Batangas City : il doit sa couleur à l'igname qu'il contient.

De nombreuses variantes locales diffèrent par la texture ou le sucrage. Leur recette varie selon les provinces. Elles peuvent être surmontées d'un ingrédient tel que de la crème de coco (kakang gata) cuite ou du sucre brun (panutsa).
Les feuilles de bananier, bien que facultatives, lui donnent une saveur et un parfum particuliers.
Par exemple :
- kalamay aririguzo ;
- kalamay de Franca ;
- kalamay de Bohol, vendu dans une noix de coco[1] ;
- kalamay du sud de Luçon ;
- kalamay-ube, contenant de l'igname.